# Heliophanus nitidus
Heliophanus nitidus är en spindelart som först beskrevs av Lucas 1846.  Heliophanus nitidus ingår i släktet Heliophanus och familjen hoppspindlar. Inga underarter finns listade i Catalogue of Life.